# Nephrotoma virgata
Nephrotoma virgata är en tvåvingeart som först beskrevs av Daniel William Coquillett 1898.  Nephrotoma virgata ingår i släktet Nephrotoma och familjen storharkrankar. Inga underarter finns listade i Catalogue of Life.